# 隆薩姆堡 (佛羅里達州)
隆薩姆堡（英語：Fort Lonesome）是位於美國佛羅里達州希爾斯波羅縣的一個人口普查指定地區。

## 地理
隆薩姆堡的座標為28°42′17″N 82°08′45″W / 28.70472°N 82.14583°W，而該地最高點為海拔高度37米（即121英尺）。

## 人口
根據2010年美國人口普查的數據，隆薩姆堡的面積為5.00平方千米，當中陸地面積為5.00平方千米，而水域面積為5.00平方千米。當地共有人口500人，而人口密度為每平方千米100人。